# Улица Григория Сковороды (Харьков)
Улица Григория Сковороды (укр. вулиця Григорія Сковороди, до 1899 года Немецкая улица, до 2024 года Пушкинская улица) — вторая, после Сумской, центральная улица города Харькова. Находится в историческом Нагорном районе и административно — в Киевском районе.
Соединяет площадь Конституции (бывш. Николаевскую площадь, затем Тевелева и Советской Украины) с Журавлёвским спуском, новым корпусом Юракадемии, авиазаводом и городскими кладбищами, где образует тупик. Длина 5,5 км.
К улице прилегают площадь Поэзии, площадь Ярослава Мудрого и Молодёжный парк.

## История
Улица появилась в начале XIX века, когда городская дума в 1805 г. отвела здесь землю для заселения 23 семействам иностранных мастеров ремесленных цехов, выписанных основателем Харьковского Императорского университета В. Н. Каразиным из-за границы. Поселившиеся здесь иностранцы положили основание ремесленной немецкой колонии, а возникшая улица получила название Немецкой.
В 1850—1870-х годах XIX века улица начиналась у Николаевской площади и была заселена до нынешней Краснознамённой улицы (бывшей Каплуновской). Торговых и ремесленных заведений здесь почти не было.
В 1885 году в Харькове был открыт Технологический институт. В связи с этим возросла стоимость земельных наделов, к нему прилегающих. Застраивались Каплуновская площадь и прилегающая к ней местность, возникали новые улицы с каменными домами.
Харьковское купеческое общество, заинтересованное в подготовке квалифицированных коммерческих работников, объявило в 1889 г. конкурс на составление проекта здания Харьковского коммерческого училища. Лучшим был признан проект архитектора А. Н. Бекетова. Ему же было поручено строительство. Это первое в Харькове бекетовское здание. Сейчас здесь Юракадемия имени Ярослава Мудрого.
С постройкой коммерческого училища северный район Немецкой улицы значительно оживился. Тогда же улицу замостили брусчаткой.
В 1899 году улица переименована именем великого русского поэта А. С. Пушкина — в столетнюю годовщину со дня его рождения.
20 декабря 1910 года по Пушкинской началось движение трамвая.
На месте лечебницы Медицинского общества в 1911 году началось сооружение большого здания Харьковского медицинского общества по проекту архитектора Бекетова. (Ныне здесь работает Научно-исследовательский институт микробиологии, вакцин и сывороток имени И. И. Мечникова). Харьковское медицинское общество было организовано в 1861 году. Его основатели — прогрессивные учёные того времени В. Груббе, Д. Лямбль и другие — открыли несколько общедоступных учреждений, в которых организовали лечение рабочих и их семей. В 1887 году Медицинское общество открыло бактериологическую станцию с Пастеровским институтом, пункт для оказания помощи укушенным бешеными животными, а на два года раньше — химико-микроскопический кабинет.
Когда Харьков был столицей Советской Украины, на Пушкинской — одной из центральных магистралей города — находились центральные партийные и государственные органы республики.
На Пушкинской, 41, в январе — марте 1919 года находился ЦК КП(б)У.
В здании института имени Мечникова с 17 по 23 марта 1920 года проходила на правах съезда IV конференция КП (б) У о государственных отношениях Советской Украины и Советской России. В работе конференции принимал участие представитель ЦК РКП(б) И. В. Сталин.
С Пушкинской связаны имена выдающихся деятелей Красной армии. В годы гражданской войны, в 1920 году, во дворе дома № 51, в небольшом особняке жил М. В. Фрунзе — командующий войсками Южного Фронта;
в доме № 86 в 1920 году жил командующий Юго-Западным фронтом А. И. Егоров, а в доме № 90 — командующий войсками внутренней службы Юго-Западного фронта по борьбе с бандитизмом и внутренней контрреволюцией Р. П. Эйдеман.
В июле 1924 года в помещении клуба III Интернационала (б. Дворец физкультуры общества «Спартак», ныне синагога) проходила V Всеукраинская конференция КСМУ.
Большое строительство проводилось на Пушкинской в 1920—1930-х годах. Тогда появились здания рентгенинститута (архитектор В. А. Эстрович) и студенческого общежития «Гигант» (архитектор А. Г. Молокин, восстановление и частичная перестройка под руководством М. Подгорного), рассчитанного на 2500 человек,
жилой дом № 54 между улицами Красина и Краснознамённой, построенный по проекту архитектора Г. А. Яновицкого,
Дом политпросвещения областного комитета Компартии Украины (архитектор Н. М. Подгорный) и другие.
На углу Пушкинской и Черноглазовской улиц был воздвигнут шестиэтажный дом Управления Наркомтяжпрома при СНК УССР, впервые в мире выполненный методом сборно-каменного строительства.
В 1971 году на участке Пушкинской между «Гигантом» (Лермонтовской) и Веснина была проложена трамвайная линия, связавшая Нагорный район с Журавлёвкой и далее Салтовским жилым массивом. При этом было ликвидирован разворотный тупик 18 трамвая на улице Лермонтовской и сняты трамвайные пути с этой улицы.
Весной 2009 года демонтированы трамвайные пути от площади Конституции до улицы Веснина.
9 ноября 2022 года был демонтирован памятник Пушкину. 26 января 2024 года Пушкинская переименована в улицу Григория Сковороды, в честь украинского философа XVIII века.

## Замечательные здания

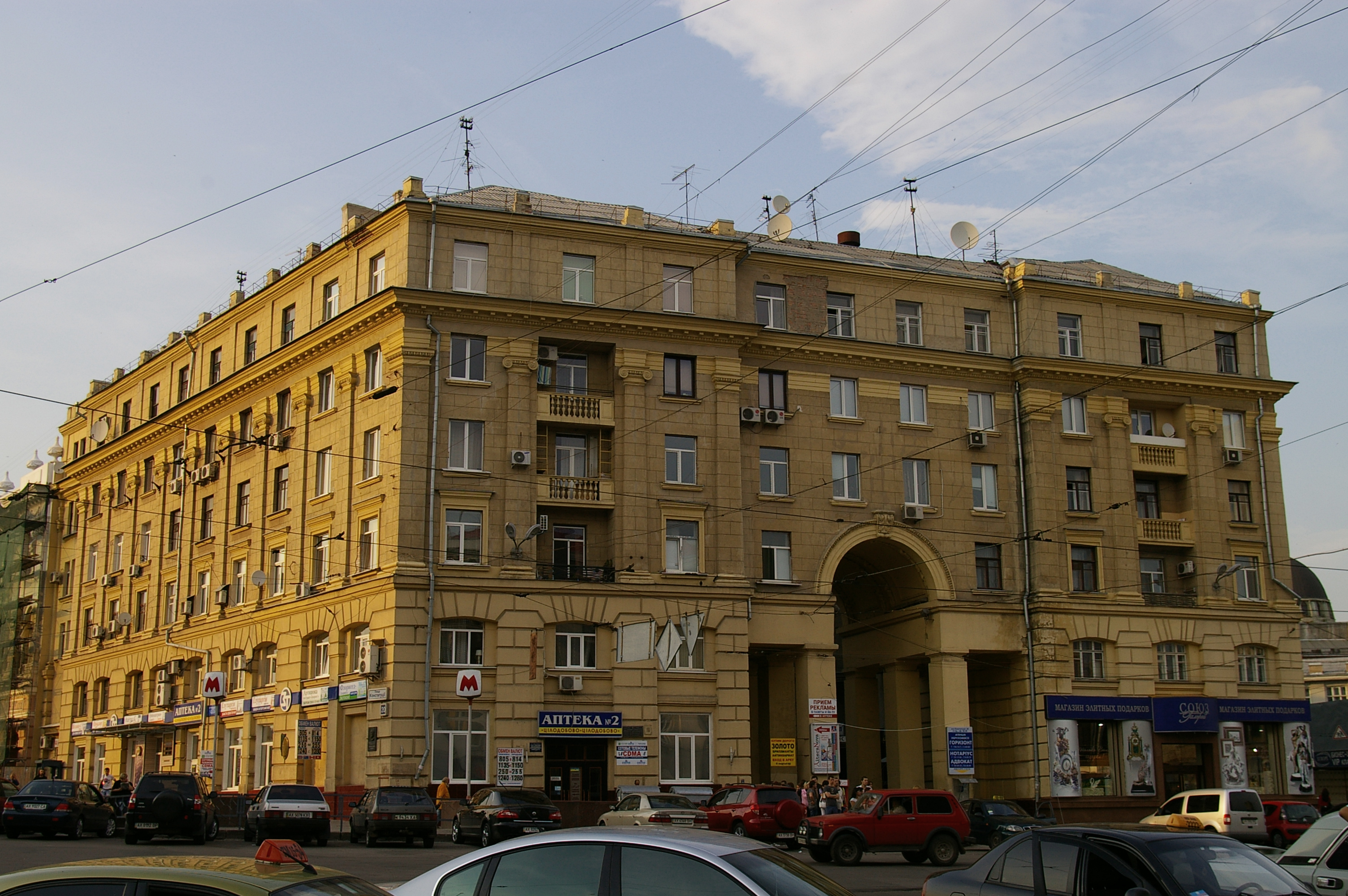
Дом № 1 (№ 20 по площади Конституции)

- Дом № 1—№ 20 по площади Конституции. Жилой шестиэтажный дом в стиле «сталинского ампира» построен в 1955 г. Архитекторы — В. П. Костенко, Е. П. Пономарёва. Имеет полукруглую арку в три этажа высотой.
- Дом № 3. Шестиэтажный жилой доходный дом с мансардой построен в 1914 г. по проекту архитектора А. И. Ржепишевского с элементами стилей классицизм и модерн.
- Дом № 5 — Южгипрошахт (Государственный институт проектирования шахт и обогатительных фабрик). Пятиэтажное здание построено в 1925 г. для треста «Донуголь». Сочетает в себе стили модерн и конструктивизм. На консолях на уровне второго этажа стоят две фигуры шахтёров скульптора Ивана Кавалеридзе. В 1960 г. здание было реконструировано (архитектор О. К. Квинт).
- Дом № 7 — поликлиника № 27. Построена в начале XX века как частная лечебница и доходный дом. Пятиэтажное здание в стиле модерн, архитектор Б. Н. Корнеенко.
- Дом № 12 — Большая хоральная синагога (1912—1913 гг.), крупнейшая в Европе[1].
- Дом № 14 — Институт вакцин имени Мечникова (Харьковский НИИ микробиологии и иммунологии им. И. И. Мечникова. Здание в три с половиной этажа построено в 1911—1913 г. по проекту академика А. Н. Бекетова (установлена мемориальная доска архитектора) для Харьковского медицинского общества и Пастеровского института. Архитектура института сочетает модерн и конструктивизм. Вид здания открыт в перспективе переулка Мечникова с площади Конституции. Фасад украшен декоративными вазами, поддерживаемыми фигурами грифонов, барельефами и геометрическим орнаментом. Актовый зал украшен росписями художника М. Р. Пестрикова.
- Дом № 19. Четырёхэтажный жилой дом в стиле модерн. Построен в 1907 г. архитектором А. М. Гинзбургом. Имеет множество пластических украшений.
- Дом № 24 — институт усовершенствования учителей. Построен в 1848 г., надстроен в начале XX века архитектором З. Ю. Харманским в классическом стиле.
- Дом № 26. Жилой дом построен в 1956 г. по проекту архитектора Г. В. Сихарулидзе.
- Дом № 31. Бывший дом купца Жмудского, построенный по проекту архитектора Г. Я. Стрижевского в конце XIX века.
- Дом № 37 — ресторан «Макдоналдс». Построен в 2000, архитектор В. Н. Водолазский.
- «Провиантский склад» (пл. Поэзии, 7). Складское помещение в стиле классицизма построено в 1785—1787 гг. по проекту П. А. Ярославского.
- Дом № 40. Шестиэтажный трёхсекционный жилой дом построен в 1931 г. из крупных шлакоблоков. Архитекторы Н. Д. Плехов, А. А. Таций, А. Г. Постников; инженер А. С. Ваценко.

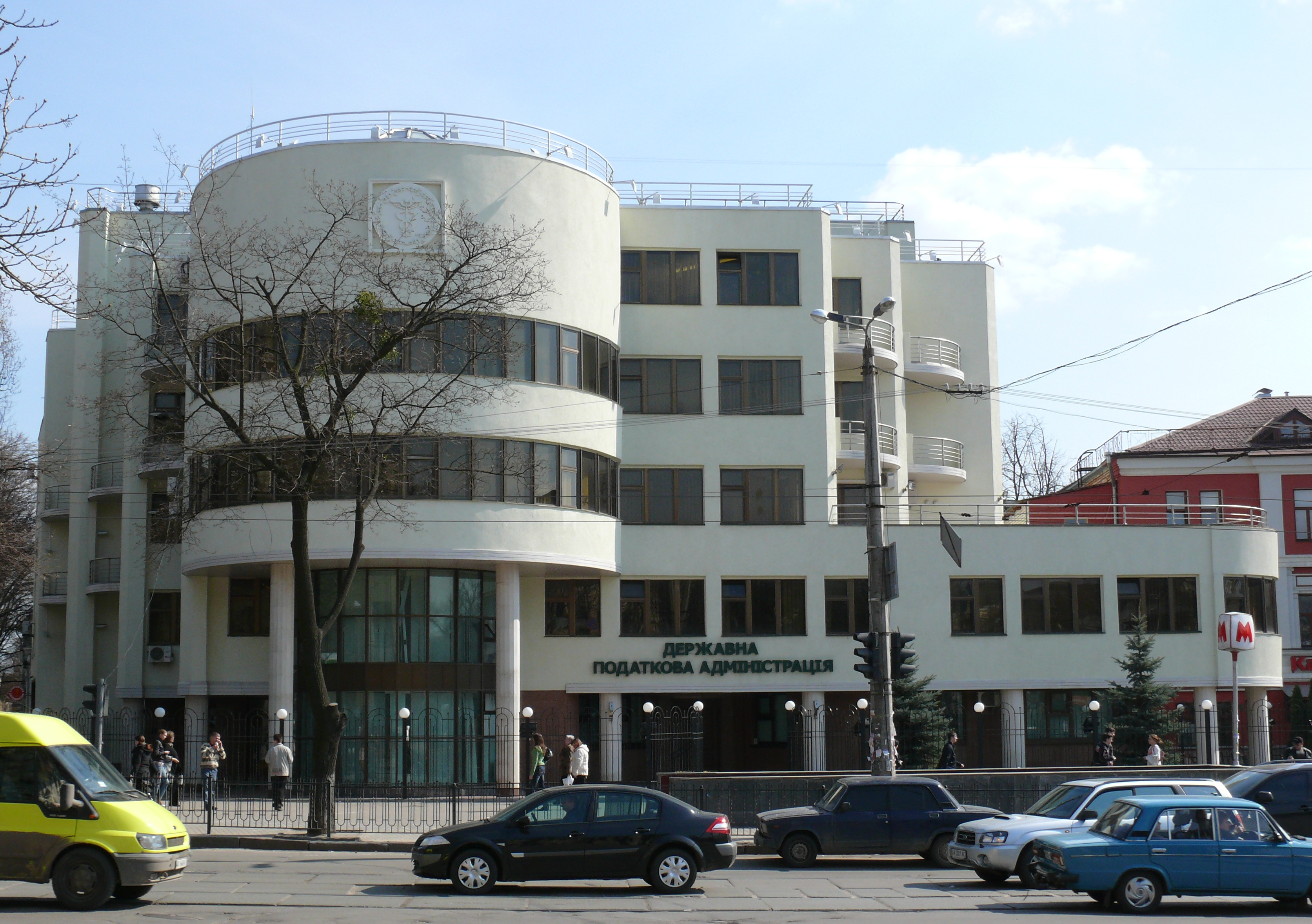
Областная налоговая администрация

- Областная налоговая администрация Дом № 46 — налоговая администрация Харьковской области. Построен в 1999 по проекту В. А. Спивачука.
- Дом № 49, построен архитектором Ноем М. Подгорным в 1935 г., за что получил название «Ноев ковчег»[2]. Здание в стиле конструктивизма с элементами классицизма состоит из двух частей — пятиэтажной по ул. Сковороды и шестиэтажной по ул. Гиршмана, позже при перестройках получило черты «сталинского неоренессанса». Первоначально дом предназначался для бывших ссыльных политкаторжан и музея; позже в нём размещался институт марксизма-ленинизма; спортивный факультет харьковского филиала Киевского института физической культуры и жилой дом; с 1993 г. — украинское отделение международного славянского университета. Установлена мемориальная доска в память о том, что здесь жил народный артист СССР Иван Марьяненко.

Фармацевтическая академия

- Фармацевтическая академияДом № 53 — Фармацевтический университет. Четырёхэтажное здание в стиле модерн построено в 1911 г. по проекту Ю. С. Цауне как доходный дом (с 1920 г. здесь размещалась рентген-академия).
- Дом № 54. Семиэтажный железобетонный жилой дом с магазином построен в 1932 г. для работников Завода им. Малышева. Стиль — конструктивизм, архитекторы Г. А. Яновицкий и Е. А. Лымарь.
- Дома № 55 и № 57 — детская больница № 23. Построены как частные особняки: дом № 55 — архитектором Г. Я. Стрижевским (одноэтажное, в классическом стиле); дом № 57 — архитектором Ю. С. Цауне или М. Ф. Пискуновым в 1912 г. (двухэтажное, в стиле модерн).

Дом № 59/45 на углу ул. Иванова

- Дом № 62 — Областной центр народного творчества, галерея «Кольори» (укр.). Бывший частный особняк построен в 1910-х годах по проекту архитектора В. М. Владимирова. В 1923—1926 гг. здесь жил Александр Довженко, о чём сообщает мемориальная табличка.
- Дом № 66 с кондитерским магазином на углу с ул. Фрунзе, архитектор С. Г. Санин, 1908 г.
- Дом № 70 — здание Национальной академии правовых наук Украины, бывший особняк купца Германа Гельфериха. Построен в 1896 г., надстроен в 1948 г., реконструирован и расширен в начале 2000-х гг. Серьезно поврежден в результате российского ракетного удара 23 января 2024 г.[3][4].

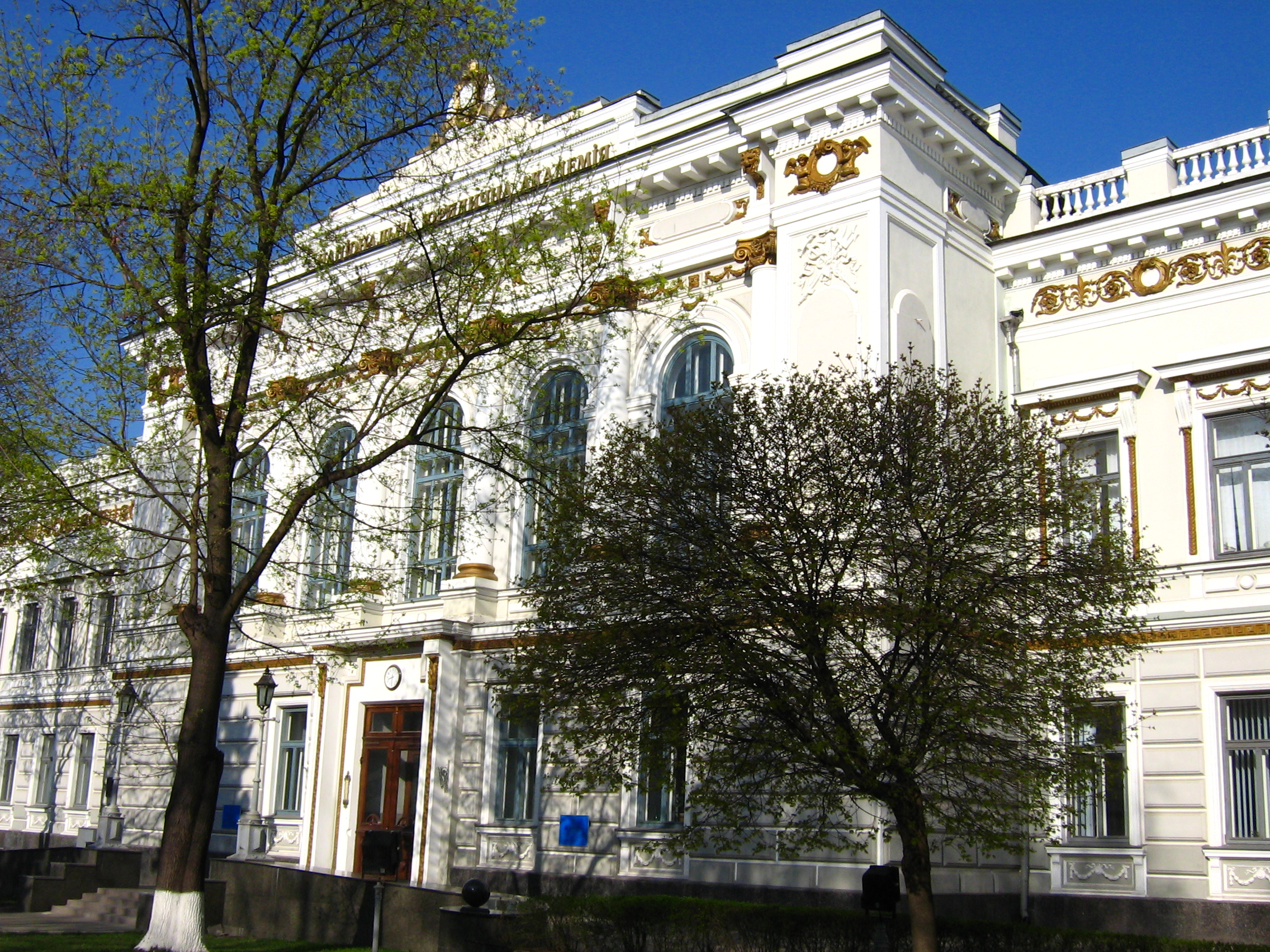
Главный корпус Юракадемии

- Главный корпус Юракадемии Дом № 77 — Юридическая академия им. Ярослава Мудрого. Построено в 1893 г. для коммерческого училища. Дом, построенный в стиле неоренессанса — первое творение архитектора Бекетова в Харькове (проект 1889 г.).
- Дом № 79/1 — Студенческий городок «Гигант» (общежитие студентов политехнического института). Десять связанных между собой пяти- и шестиэтажных секций построены в 1928—1931 гг (архитекторы профессор А. Г. Молокин, Г. Д. Иконников). Внешний вид изменён при восстановлении здания после войны (архитекторы Н. М. Подгорный, 1950 г. и А. М. Покорный, 1948 и 1957).
- Дом № 79 — Дворец культуры студентов ХПИ. Бывшее административное здание епархиального училища. Архитектор — В. К. Комирный, стиль — конструктивизм.

НИИ ортопедии и травматологии

- Дом № 80, НИИ ортопедии и травматологии находится в бывшем доходном доме купца Компанщика, который был переоборудован в больницу для шахтёров по инициативе Съезда горнопромышленников Юга России. Архитектор М. Ф. Пискунов, 1911 г.

НИИ медицинской радиологии

- Дом № 82 — НИИ медицинской радиологииНИИ медицинской радиологии. Построен как рентген-академия в 1930 г. (архитектор В. А. Эстрович, инженер Б. Ф. Троупянский) в конструктивистском стиле из железобетона.
- Дом № 84 — Юридическая академия (бывшее проектно-конструкторское бюро технических средств обучения). Двухэтажное здание при постройке (1914—1915 гг.) предназначалось для приюта дворянских детей-сирот. Архитектор А. Н. Бекетов, стиль — классицизм.
- Дом № 90, дворец студентов Юракадемии в стиле хай-тек, 2004, арх. Ю. М. Шкодовский.

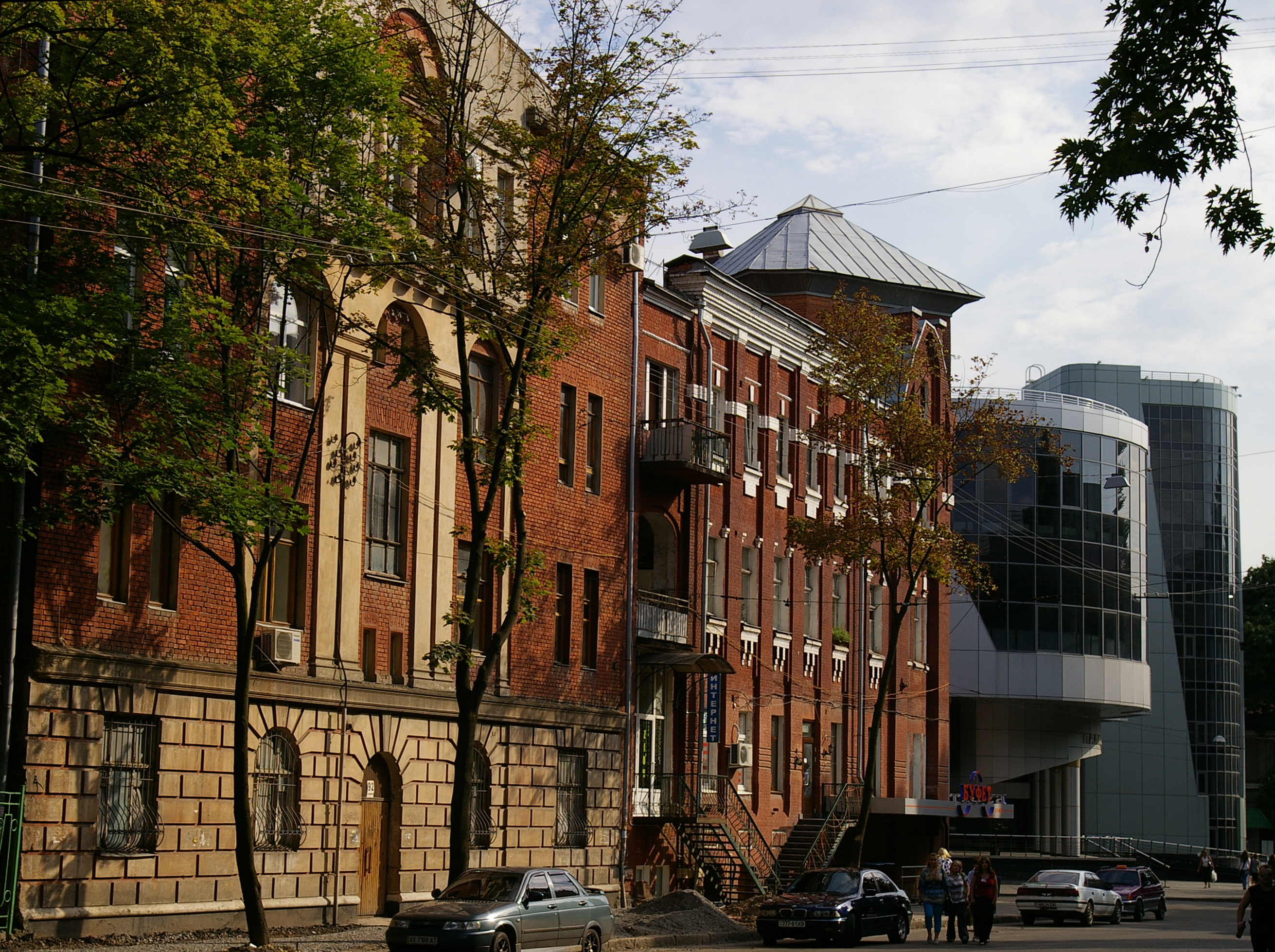
Дом № 92 и дворец студентов Юракадемии

- Дом № 92/1. Жилой дом в стиле модерн построен в 1910—1912 г. по проекту М. Ф. Пискунова. Трёхэтажное здание с четырёхэтажной башенкой на углу с ул. Лермонтовской.

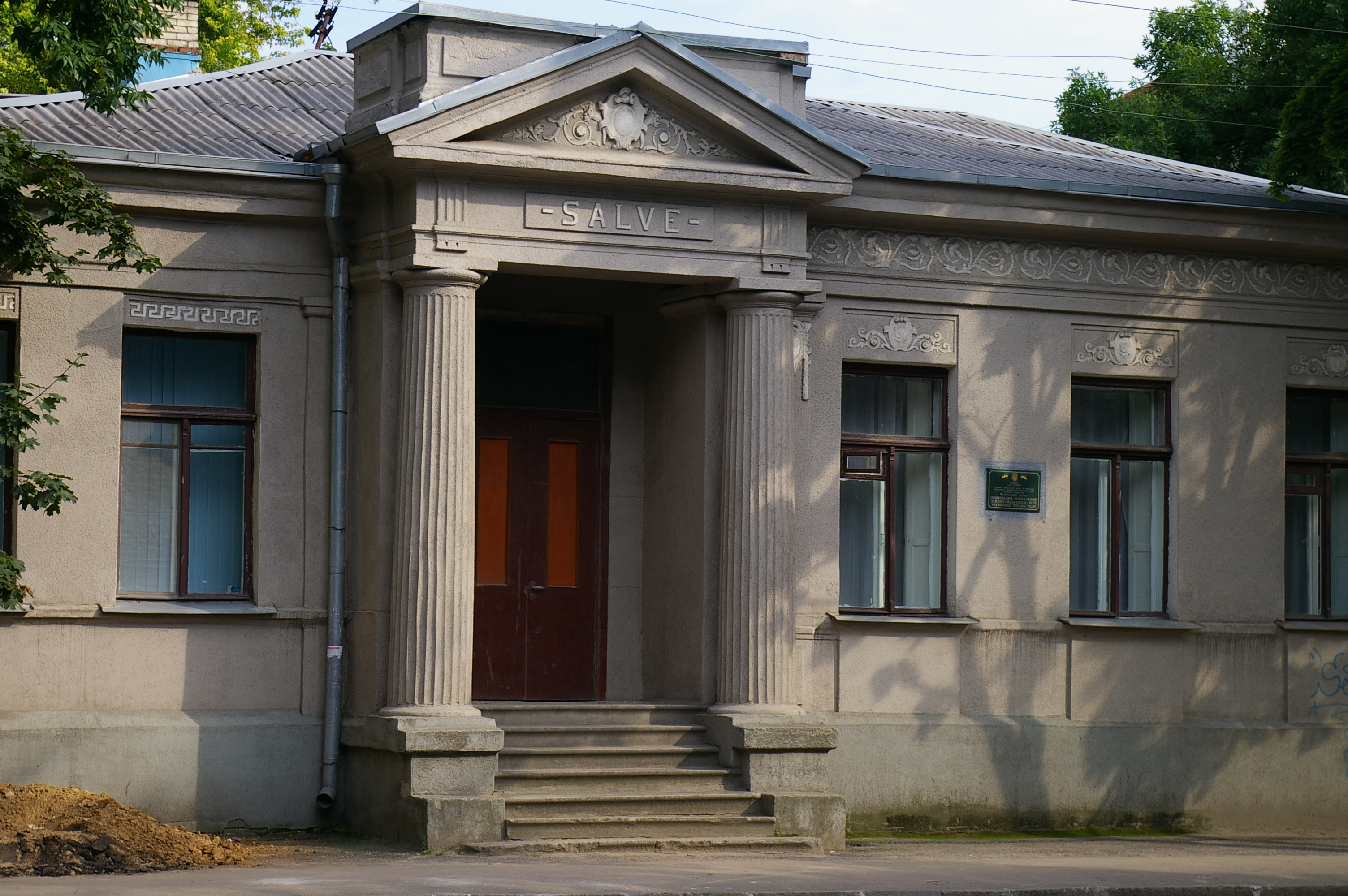
Детский сад № 66 (дом № 94)

- Дом № 94, особняк нач. XX в., арх. П. В. Толкачев, ныне детский сад.

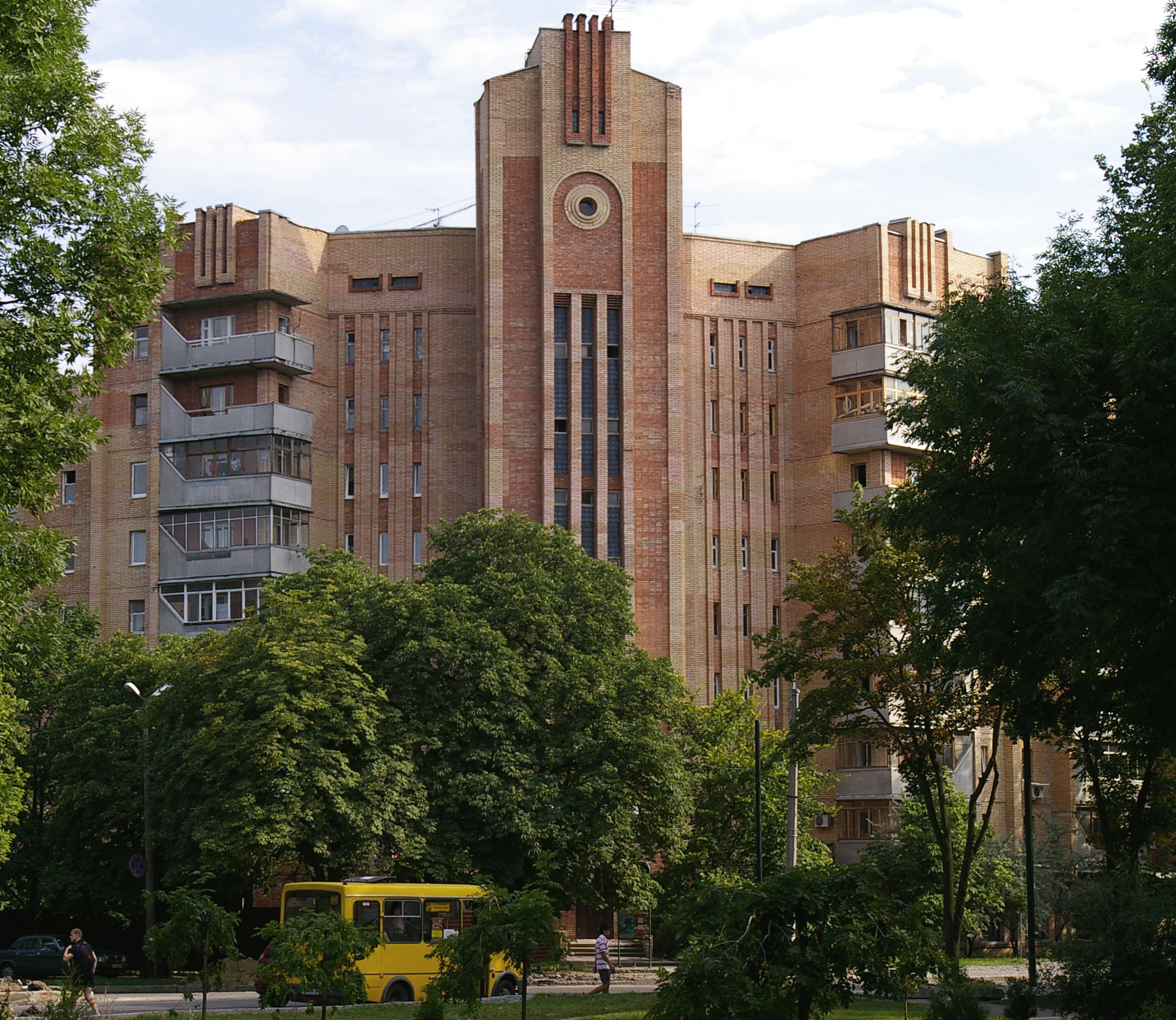
Дом № 96-98

- Дом № 96-98, модернистическая высотная доминанта на углу с ул. Студенческой. Архитектор А. П. Ткач, 1991 г.
- Дом № 100 — детский санаторий. Бывшая усадьба владельца завода доктора Р. Френкеля построена по проекту П. В. Толкачёва в 1910 г в неоклассическом стиле.
- Дома № 104 и № 106 — Юридическая академия. Комплекс зданий построен по проекту архитекторов Е. В. Никоненко, В. И. Лившица, Ю. М. Шкодовского.

## Монументы и памятники
- И. И. Мечникову перед одноимённым институтом. Установлен в 2005 году, гранит. Скульптор С. Гурбанов.
- А. С. Пушкину на площади Поэзии. Установлен в 1904 году. Скульптор бронзового бюста — Б. В. Эдуардс. Демонтирован 9 ноября 2022 года.
- Михаилу Коцюбинскому. Установлен в 1957 году перед зданием Укргипромаша на площади Поэзии. Представляет собой бронзовый бюст на постаменте из полированного чёрного гранита. Скульптор Н. Л. Рябинин, архитектор А. А. Алло.
- Памятник влюблённым, установлен в 2002 году.
- Семь чудес Харькова под колпаками, 6 установлены 23 августа 2009 года, памятник Шевченко — позже.
- Н. А. Скрипнику. Бронзовый бюст на постаменте из полированного красного гранита на установлен в 1968 году в сквере. Скульптор М. Ф. Овсянкин, архитектор В. Г. Гнездилов.
- Ярославу Мудрому перед одноимённой Юридической академией. Открыт в 1999 году. Скульпторы А. Демченко, А. Шаулис, В.Семенюк; архитекторы А. Антропов, В. Лившиц.
- 'Чернобыльцам'. Установлен в 1999 году в Молодёжном парке. Скульптор С. Н. Ястребов; архитекторы С. Г. Чечельницкий, А. А. Антропов.

## Кладбища
В конце улицы Сковороды исторически находились кладбища.

### Первое городское кладбище
Самое старое, Иоанно-Усекновенское кладбище — в нынешнем Молодёжном парке, вокруг церкви Усекновения Главы Иоанна Предтечи.
В советское время оно было закрыто как находящееся близко к центру города, в 1976/1979 годах на его месте разбит Молодёжный парк.
Захоронения известных людей были перенесены на 13-е городское кладбище, находящееся далее по улице Сковороды, 108. Несколько могил (менее десяти) остались на месте.

### Второе городское кладбище (Харьков)
См. также Похороненные на 2-м городском кладбище Харькова.
Напротив Молодёжного парка и далее, с тыльной стороны ипподрома, расположено Второе городское кладбище.
На кладбище похоронены:
- Г. О. Алтунян —советский диссидент, общественный деятель, народный депутат Украины I созыва
- Н. П. Барабашов — астроном, академик АН УССР
- Ю. П. Бажанов — военачальник, маршал артиллерии.
- С. Я. Брауде — радиофизик и радиоастроном, академик АН УССР
- Б. И. Веркин — физик, академик АН УССР
- В. А. Ивашко — советский партийный и государственный деятель, заместитель Генерального секретаря ЦК КПСС Горбачева М. С.
- М. В. Карминский — композитор, заслуженный деятель искусств УССР
- Г. А. Кернес — 5-й мэр Харькова.
- Е. П. Кушнарёв — политик, 1-й мэр Харькова, глава администрации президента Украины, губернатор Харьковской области
- Л. П. Лихно — мастер спорта СССР по волейболу, заслуженный тренер Украины
- Е. В. Лысенко — актёр, профессор, народный артист Украины
- И. С. Любушкин-Любич — актёр, народный артист УССР
- Л. Т. Малая — терапевт, академик АМН СССР
- Н. Ф. Манойло —украинский оперный певец, народный артист СССР
- А. С. Масельский — политик, губернатор Харьковской области
- В. И. Мулерман — советский эстрадный певец, заслуженный артист РСФСР, заслуженный артист Украины
- Т. К. Попеску — артист балета, народный артист УССР
- В. В. Сташис — первый проректор Национальная юридическая академия Украины имени Ярослава Мудрого|Национальной юридической академии Украины имени Ярослава Мудрого]][5]
- Б. М. Табаровский — актёр, народный артист Украины
- А. М. Утевский — украинский советский биохимик
- Е. И. Червонюк — певец, народный артист СССР
- Б. А. Чичибабин — поэт-«шестидесятник»
- И. Н. Шульга — художник, заслуженный деятель искусств УССР
- И. Д. Яценко — певица, солистка ХАТОБа, народная артистка Украины

и другие.

### Братские кладбища
За улицей В. А. Веснина, за Вторым городским, находятся два братских кладбища.
На одном из них братская могила революционеров — участников Харьковского большевистского подполья, убитых во время гражданской войны белой контрразведкой в Григоровском бору в 1919 году.
23 августа 1957 года на могиле установлен памятник. На монументе из чёрного гранита доска с надписью:

«Здесь похоронены 105 революционеров – жертв деникинского террора 1919 года. Вечная слава тем, кто отдал жизнь за власть Советов».

На другом братском кладбище похоронены Герои Советского Союза, погибшие в боях за освобождение Харькова в 1943 году: И. А. Танкопий, С. И. Полянский, Э. Б. Ахсаров, К. Н. Курячий, А. В. Добродецкий и другие.

### Тринадцатое городское кладбище
См. также Похороненные на 13-м городском кладбище Харькова.
Далее на улице Сковороды, между авиазаводом и выше Дальней Журавлёвки, расположено основанное в 1930-х годах 13-е городское кладбище.
На нём находятся захоронения известных людей:
- русского историка Д. И. Багалея
- русского историка Д. П. Миллера
- украинского филолога, лингвиста и философа А. А. Потебни
- русского этнографа Н. Ф. Сумцова
- русского и украинского педагога — народного просветителя Х. Д. Алчевской
- украинского и советского архитектора А. Н. Бекетова
- украинского художника П. А. Левченко
- художника Н. Г. Бурачека
- русской певицы, актрисы Е. П. Кадминой
- артиста К. Т. Солёника
- русского дирижёра и музыканта И. И. Слатина
- украинского и советского академика-двигателиста Л. А. Шубенко

— и других видных деятелей, которые внесли свой вклад в развитие науки, техники, культуры, музыки, архитектуры Харькова, Украины, России, Советского Союза.

## Транспорт
- «Пушкинская» — самая глубокая станция Харьковского метрополитена,Салтовская линия, её глубина 35 метров. Находится на углу улиц Сковороды, Ярослава Мудрого и Гуданова. Открыта в 1984 году. Высота подъёма по вертикали — 30 метров.
- «Архитектора Бекетова» — станция метро мелкого заложения, Алексеевская линия. Находится под пересечением улиц Пушкинской, Жён Мироносиц и Дарвина. Открыта в 1995 году. Названа в честь академика архитектуры Алексея Николаевича Бекетова.
- До марта 2009 года по улице ходили 5-й и 7-й маршруты трамвая, которые связывали улицу Сковороды соответственно с Одесской и Новосёловкой. С августа 2009 года, по окончании реконструкции улицы, запущен экспресс-маршрут автобуса № 89э, который покрыл лишённый трамвайного движения участок улицы Сковороды.

## Фотографии

### Спутниковые фотографии от начала улицы
- Хоральная синагога и институт вакцин имени Мечникова. Начало Пушкинской
- Площадь Поэзии
- Станция метро Пушкинская и памятник Ярославу Мудрому
- Молодёжный парк
- 13-е городское кладбище. Конец Пушкинской